# مسجد توسان
المركز الإسلامي في مدينة توسان أو مسجد توسان هو مسجد ومركز إسلامي في ولاية أريزونا. يقع بالقرب من جامعة أريزونا، يستخدم المسجد كمصلى ومركز للمجتمع الإسلامي. وهو يخدم جميع المسلمين من جنوب أريزونا وبقية المناطق. تم الانتهاء من بنائه في عام 1991. للمسجد مئذنة واحدة وقبة واحدة. تقام فيه الصلوات الخمسة وكذلك صلاة الجمعة في أيام الجمع.

## التاريخ
يعود تاريخ المسجد إلى طلبة الجامعة الذين كانوا يدرسون في جامعة أريزونا في عقد الستينات من القرن العشرين. نما المسجد منذ ذلك الحين ليشمل الآلاف من أفراد المجتمع بمختلف أعمارهم. والمسجد بمثابة مكان عبادة ومكان تجمع، مركزا على أحداث المجتمع وحوار الأديان والموارد الثقافية.